# Kay Felder
Kahlil Ameer "Kay" Felder Jr. (nascido em 29 de março de 1995) é um jogador norte-americano de basquete profissional que atualmente joga pelo Chicago Bulls disputando a National Basketball Association (NBA). Foi selecionado pelo Atlanta Hawks na segunda rodada do draft da NBA em 2016 pelo Cleveland Cavaliers.